# Atentado de Tours en 2023
El atentado de Tours de 2023 ocurrió el 23 de mayo cuando un individuo atacó el centro LGBTI de Tours, Francia, con un artefacto explosivo que contenía ácido y aluminio. El ataque no causó víctimas, después de que las personas que se encontraban en el centro lograron alejarse del aparato. Se ha abierto una investigación por intento de asesinato.
El sospechoso, un católico fundamentalista de 17 años sin vínculos establecidos con organizaciones ultracatólicas, fue arrestado el 1 de junio.

## Contexto
En 2022 y 2023, la violencia y los ataques contra centros y miembros de la comunidad LGBTI aumentaron en Francia. El centro LGBTI de Tours, precisamente, sufrió seis ataques entre enero y mayo de 2023. Esto se ha vinculado a un aumento más amplio de actos terroristas y violencia por parte de la extrema derecha en Francia.
Numerosos atentados han sido frustrados en Francia en los últimos años, procedentes en particular de movimientos de extrema derecha,, calificados de «nueva amenaza» en Francia, como lo son ya en otros países europeos, como Alemania y la región de Escandinavia. Los objetivos mencionados por estos grupos e individuos son principalmente el gobierno y las organizaciones antifascistas (y los movimientos de izquierda en general), pero también en proyectos a gran escala la comunidad musulmana, así como la comunidad LGBT+ de Francia.

## Desarrollo
El 23 de mayo de 2023, alrededor de las 15.30 hora local, un individuo enmascarado arrojó una botella que contenía ácido y aluminio, una mezcla explosiva, contra el centro LGBTI de Tours. Después de que los dos empleados y un voluntario salieron a ver qué estaba pasando, supuestamente les espetó «Buena suerte» antes de huir. El artefacto tardó mucho tiempo en explotar, lo que habría permitido a los tres miembros del centro refugiarse en el interior del local. El centro sufrió daños importantes tras el ataque.

## Consecuencias judiciales
El prefecto de Indre y Loira y el alcalde de Tours acudieron al lugar poco después del ataque.. Se abrió una investigación por «intento de asesinato» por la policía judicial y la Oficina Central de Lucha contra los Crímenes de Lesa Humanidad y Crímenes de Odio (OCLCH)

### Sospechoso
El sospechoso, un católico fundamentalista de 17 años, fue detenido el 1 de junio y puesto bajo custodia policial. Después de registrar su casa, la policía descubrió ácido clorhídrico y un manual utilizado para crear bombas. Sin embargo, según la fiscalía, no se ha establecido ningún vínculo entre el sospechoso y las organizaciones ultracatólicas.